# روي شميت
روي شميت (بالإنجليزية: Roy Schmidt)‏ هو لاعب كرة قدم أمريكية أمريكي، ولد في 3 مايو 1942 في كولورادو سبرينغس في الولايات المتحدة.

## وصلات خارجية
- روي شميت على موقع مرجع كرة القدم المحترفة.كوم (الإنجليزية)